# Арзыбовка
Арзыбовка — село в Усманском районе Липецкой области России. Входит в состав Поддубровского сельсовета.
Первое упоминание в 1787 году.

## География
Село находится в юго-восточной части Липецкой области, в лесостепной зоне, в пределах Окско-Донской равнины, в правобережной части долины реки Полевой Излегощи, на расстоянии примерно 14 километров (по прямой) к западу-северо-западу (WNW) от города Усмань, административного центра района. Абсолютная высота — 129 метров над уровнем моря.
Климат
Климат умеренно континентальный с тёплым летом и умеренно холодной зимой. Среднегодовое количество осадков — 511 мм. Максимальное их количество выпадает в период с мая по октябрь. Средняя температура самого холодного месяца (января) составляет −9°С, самого тёплого (июля) — 20°С.
Часовой пояс
Село Арзыбовка, как и вся Липецкая область, находится в часовой зоне МСК (московское время). Смещение применяемого времени относительно UTC составляет +3:00.

## Население
| 2010 | 2011 |
| ---- | ---- |
| 108  | →108 |

Гендерный состав
По данным Всероссийской переписи населения 2010 года в гендерной структуре населения мужчины составляли 47,2 %, женщины — соответственно 52,8 %.
Национальный состав
Согласно результатам переписи 2002 года, в национальной структуре населения русские составляли 99 % из 86 чел.

## Улицы
Уличная сеть села состоит из одной улицы (ул. Арзыбовка).